# Taeniolella
Taeniolella is een geslacht van ongeslachtelijke schimmels in de familie Mytilinidiaceae. Sommige soorten zijn korstmosvormig, andere zijn saprofytisch, terwijl andere endofytisch zijn. Het geslacht werd in 1958 beschreven door de Canadese mycoloog Stanley John Hughes, met Taeniolella exilis als typesoort.

## Soorten
Volgens Index Fungorum telt het geslacht 62 soorten (peildatum maart 2023):
| Soortnaam                      | Auteur(s)                                                   | Publicatiejaar |
| ------------------------------ | ----------------------------------------------------------- | -------------- |
| Taeniolella alta               | (Ehrenb.) S. Hughes                                         | 1958           |
| Taeniolella americana          | J.L. Crane & Schokn.                                        | 1982           |
| Taeniolella andropogonis       | Yadav & Lal                                                 | 1966           |
| Taeniolella aquatilis          | (Woron.) Milko                                              | 1985           |
| Taeniolella arctoparmeliae     | Heuchert & Zhurb.                                           | 2018           |
| Taeniolella arthoniae          | (M.S. Christ. & D. Hawksw.) Heuchert & U. Braun             | 2018           |
| Taeniolella atra               | Varghese & V.G. Rao                                         | 1980           |
| Taeniolella atricerebrina      | Hafellner                                                   | 2007           |
| Taeniolella bhagavatiensis     | B.S. Reddy, Manohar. & V.G. Rao                             | 1997           |
| Taeniolella bilgramii          | S.S. Reddy & S.M. Reddy                                     | 1978           |
| Taeniolella breviuscula        | (Berk. & M.A. Curtis) S. Hughes                             | 1958           |
| Taeniolella caespitosa         | M.S. Cole & D. Hawksw.                                      | 2001           |
| Taeniolella caffra             | Matsush.                                                    | 1996           |
| Taeniolella christiansenii     | Alstrup & D. Hawksw.                                        | 1990           |
| Taeniolella chrysotrichis      | Diederich                                                   | 1990           |
| Taeniolella cladinicola        | Alstrup                                                     | 1993           |
| Taeniolella curvata            | (Peck) S. Hughes                                            | 1958           |
| Taeniolella delicata           | M.S. Christ. & D. Hawksw.                                   | 1979           |
| Taeniolella dichotoma          | Borowska                                                    | 1975           |
| Taeniolella diederichiana      | Etayo & Calat.                                              | 2005           |
| Taeniolella diploschistis      | Heuchert, U. Braun, Diederich & Zhurb.                      | 2019           |
| Taeniolella exilis             | (P. Karst.) S. Hughes                                       | 1958           |
| Taeniolella faginea            | (Fuckel) S. Hughes                                          | 1958           |
| Taeniolella filamentosa        | Heuchert                                                    | 2018           |
| Taeniolella friesii            | (Hepp) Hafellner                                            | 1998           |
| Taeniolella hawksworthiana     | Heuchert, Ertz & Common                                     | 2016           |
| Taeniolella hunanensis         | Y.L. Zhang & T.Y. Zhang                                     | 2007           |
| Taeniolella ionaspidicola      | Alstrup & E.S. Hansen                                       | 2001           |
| Taeniolella lecanoricola       | Heuchert & Diederich                                        | 2018           |
| Taeniolella longissima         | R.A. Eaton & E.B.G. Jones                                   | 2002           |
| Taeniolella multiplex          | (Berk. & M.A. Curtis) S. Hughes                             | 1958           |
| Taeniolella muricata           | (Ellis & Everh.) S. Hughes                                  | 1958           |
| Taeniolella pertusariicola     | D. Hawksw. & H. Mayrhofer                                   | 1990           |
| Taeniolella phaeophysciae      | D. Hawksw.                                                  | 1979           |
| Taeniolella phialosperma       | Ts. Watan.                                                  | 1992           |
| Taeniolella plantaginis        | (Corda) S. Hughes                                           | 1958           |
| Taeniolella platani            | Crous & R.K. Schumach.                                      | 2021           |
| Taeniolella pseudocyphellariae | Etayo                                                       | 2008           |
| Taeniolella pulvillus          | (Berk. & Broome) M.B. Ellis                                 | 1976           |
| Taeniolella punctata           | M.S. Christ. & D. Hawksw.                                   | 1979           |
| Taeniolella pyrenulae          | Heuchert & Diederich                                        | 2016           |
| Taeniolella ravenelii          | Heuchert & U. Braun                                         | 2018           |
| Taeniolella robusta            | Mercado                                                     | 1984           |
| Taeniolella rolfii             | Diederich & Zhurb.                                          | 1997           |
| Taeniolella sabalicola         | G. Delgado & A.N. Mill.                                     | 2016           |
| Taeniolella santessonii        | Etayo & Heuchert                                            | 2010           |
| Taeniolella sapindi            | Sh. Kumar, Raghv. Singh, V.K. Pal, Upadhyaya & D.K. Agarwal | 2007           |
| Taeniolella serusiauxii        | Diederich                                                   | 1992           |
| Taeniolella stilbospora        | (Corda) S. Hughes                                           | 1958           |
| Taeniolella stilbosporoides    | Heuchert & U. Braun                                         | 2018           |
| Taeniolella stricta            | (Corda) S. Hughes                                           | 1958           |
| Taeniolella strictae           | Alstrup                                                     | 2004           |
| Taeniolella subsessilis        | (Ellis & Everh.) S. Hughes                                  | 1958           |
| Taeniolella thelotrematis      | Heuchert & Brackel                                          | 2018           |
| Taeniolella toruloides         | Heuchert & Diederich                                        | 2016           |
| Taeniolella trapeliopseos      | Diederich                                                   | 1990           |
| Taeniolella typhoides          | Gulis & Marvanová                                           | 1999           |
| Taeniolella umbilicariae       | Heuchert & Etayo                                            | 2018           |
| Taeniolella umbilicariicola    | Heuchert & Etayo                                            | 2018           |
| Taeniolella vermicularis       | (Corda) S. Hughes                                           | 1958           |
| Taeniolella verrucosa          | M.S. Christ. & D. Hawksw.                                   | 1979           |
| Taeniolella weberi             | Heuchert & Sparrius                                         | 2018           |